# AEW Dark: Elevation
AEW Dark: Elevation, noto anche come Dark: Elevation o semplicemente Elevation, era un programma televisivo di wrestling, prodotto dalla All Elite Wrestling andò in onda dal 15 marzo 2021 ogni lunedì sul loro canale YouTube fino al 26 aprile 2023. Il programma, sulla falsariga di  Dark, proponeva dark match registrati prima e dopo l'episodio precedente di Dynamite.
Erano coinvolti atleti del roster AEW e atleti che si esibiscono nel circuito indipendente. Lo show era commentato da Tony Schiavone e Paul Wight.

## Storia
Il 2 ottobre 2019, Dynamite, il programma televisivo principale della All Elite Wrestling, iniziò ad essere trasmesso su TNT. Durante la puntata, furono registrati quattro dark match, due prima e due dopo la diretta. Questi match, furono trasmessi a partire dall'8 ottobre sul canale YouTube della federazione, nel programma intitolato Dark. A differenza dei dark match di altre federazioni, che generalmente non influenzano le trame, i match in onda su Dark fanno parte storyline e contano per le statistiche dei lottatori.
Il 24 febbraio 2021, fu annunciato che una nuova sottoserie di Dark, in onda sempre su Youtube, tutti i lunedì a partire dal 15 marzo intitolata Dark: Elevation. Oltre al roster AEW, parteciperanno allo show i lottatori appartenenti al circuito indipendente. Anche i match di Elevation manterranno la continuità con le storyline e le statistiche con il resto della programmazione AEW. Fu anche annunciato che i commentatori saranno Tony Schiavone e Paul Wight.